# Йохана фон Саксония-Гота-Алтенбург
Йохана фон Саксония-Гота-Алтенбург (на немски: Johanna von Sachsen-Gotha-Altenburg; * 1 октомври 1680, Гота; † 9 юли 1704, Щрелиц) от рода на Ернестински Ветини, е принцеса от Саксония-Гота-Алтенбург и чрез женитба херцогиня на Мекленбург-Щрелиц.

## Живот
Тя е най-малката дъщеря на херцог Фридрих I фон Саксония-Гота-Алтенбург (1646 – 1691) и първата му съпруга принцеса Магдалена Сибила фон Саксония-Вайсенфелс (1648 – 1681), дъщеря на херцог Август фон Саксония-Вайсенфелс и първата му съпруга Анна Мария фон Мекленбург-Шверин. Баща ѝ се жени втори път през 1681 г. за Кристина фон Баден-Дурлах (1645 – 1705).
Йохана се омъжва на 20 юни 1702 г. в Щрелиц за херцог Адолф Фридрих II фон Мекленбург (1658 – 1708), син на херцог Адолф Фридрих I фон Мекленбург. Тя е втората му съпруга. Бракът е бездетен.
Йохана умира на 9 юли 1704 г. на 23 години в Щрелиц.